# Cervus
Cervus is een geslacht van evenhoevige zoogdieren uit de familie van de hertachtigen. De wetenschappelijke naam werd in 1758 gepubliceerd door Carl Linnaeus in de tiende editie van Systema naturae.

## Soorten
Er worden vijf soorten in dit geslacht geplaatst:
- Cervus albirostris (Przewalski, 1883) – Witliphert
- Cervus canadensis (Erxleben, 1777) – Wapiti
- Cervus elaphus Linnaeus, 1758 – Edelhert
- Cervus hanglu (Desmarest, 1822)
- Cervus nippon Temminck, 1838 – Sikahert